# 愛田るか
愛田 るか（あいだ るか、1971年12月13日 - ）は、日本のAV女優、元ストリッパー、ソープ嬢。北海道出身。2025年5月27日、15年ぶりにAV復活。カプセルエージェンシー所属。

## 略歴
1995年にAVデビュー。当時の交際相手の引っ越し資金を賄うことが理由であった。4本契約して辞める予定であったが楽しかったことで継続。同年、ストリッパーとしてもデビュー
2004年、引退して東京・西麻布にダイニングバーを開いたが翌年閉店した。
2006年1月、AV女優に復帰した。
吉原のソープランドや大阪のデリバリーヘルスにも在籍し、川村遥や朝河蘭にソープテクニックを伝授している。現在は吉原のソープランドに在籍。
池袋の「淫乱生性感パパラッチ」をプロデュースした。
2025年4月22日、自身のⅩ(旧ツイッター)にて15年ぶりのAV復活を報告。知人の事務所を探していたら「るかさんは出ないんですか?」とオファーされたのが再復帰のきっかけと述べている。
同年6月27日、東京・高円寺パンディットでのトークイベントにて、約15年ぶりにファンの前に登場した。

## 作品

### アダルトビデオ
1995年
- 超人間発電所　(07月27日、（芳友舎）
- 欲望レッドゾーン　淫乱爆弾 　(08月31日、（芳友舎）
- 絶頂スクランブル　限界パフォーマンス 　(09月18日、（シャイ企画）
- 欲獣パラダイス(10月26日、（芳友舎）
- 女優よこどりＳＥＸ　淫乱指令ＡＶ現場に突撃せよ(10月12日、（芳友舎）
- 極上の女たち　野獣イクべし！(11月30日、（エイトマン）
- 人間 廃業　(12月01日、（アリスJAPAN）
- 淫乱爆弾（芳友舎）

1996年
- パンスト倶楽部3（宇宙企画）
- 奈落のアイドル（KUKI）共演:田崎由希
- アウトサイドゲーム（HRC）共演:細川しのぶ 鈴木まりか
- 絶叫! 悪夢のSEX学園（6月29日、h.m.p）共演:小室友里　他

1997年
- 超淫獣伝説1（アリスJAPAN）共演:細川百合子

2000年
- メイド 蛇縛の飼育部屋（4月5日、アタッカーズ JB-030）
- 菅原ちえ監督の私が男を犯す瞬間（9月5日、ハムレット）共演:宏岡みらい、澤宮亜希

2001年
- 憧れの熟女（5月15日、ネクストイレブン）
- 淫画ダイナマイト3 [淫汁遊戯号]（5月16日、アロマ企画）共演:松葉まどか、飯島麗華

2002年
- 川村はるかの超高級ソープ入門（5月26日、KUKI）共演:川村はるか
- 愛田るかの平成痴女養成学院（7月23日、KUKI）共演:高野まりえ
- 大都会露出ドライブMAX（9月28日、ペニーレイン）他出演:泉星香、澤宮有希、うさみ恭香、森川蛍、市川沙苗、桜田由加里、寺島小春、金子涙沙、相澤まほ
- ラブシネ　2（12月10日、ビデオバンク）共演:麻宮淳子、吉野真理、日吉亜衣、飛鳥いずみ、宏岡みらい、中井淳子

2003年
- Stylish Venus（3月30日、メディアステーション）共演:桃井なつみ、西村あみ
- Stylish Venus 02（5月31日、メディアステーション）共演:一色志乃、咲田みゆ
- 美少女調教レズ ～はじめてのいたずら～（6月20日、SODクリエイト）共演:天使美樹、宝来みゆき
- Stylish Venus 03（7月29日、メディアステーション）共演:三上翔子、伊沢愛里

2004年
- 龍縛愛玩調教26 哀乳少女（2月8日、アタッカーズ）共演:山咲萌

2006年
- 東京愛物語（6月10日、ルビー）
- 美熟女画報（7月13日、溜池ゴロー）
- 美熟女ソープ壺姫御殿SP3（9月25日、マドンナ）共演:山口玲子、向井莉奈
- 美人教師 暴行現場28（10月28日、クリスタル映像）他出演:深津映見、三浦優月、青山香織、夏目りょう、星優奈

2007年
- 人妻絶対服従イラマチオ（1月20日、ドリームステージ）
- 中出しされた未亡人（2月16日、Nadeshiko）
- 夢の超高級癒し系Wおでかけソープ嬢 完全版（2月16日、Nadeshiko）共演:小野今日子
- フェロモンマダム vol.2（8月7日、桃太郎映像出版）共演:友田真希

2008年
- 超豪華有名女優未公開映像とってもスケベなフェラッ娘たち!淫乱お口編 （1月19日 桃太郎映像出版）他多数出演

2025年
- 伝説復活 MONROE専属 愛田るか 15年ぶりに乱れ輝く超濃厚SEXスペシャル（5月27日、MONROE）
- 超レジェンド美熟女 復活第2弾!! 20年、片想いし続けた憧れの義母・るかさんを愛し続ける過ちの中出し相姦 愛田るか（6月24日、MONROE）
- 二世帯住宅NTR 妻が娘の亭主に寝取られた…。 愛田るか（7月22日、MONROE）
- 憧れの叔母に媚薬を盛り続けて10日後、ガンギマリ中出しハメ放題のアヘアヘ肉便器になった…。 愛田るか（8月26日、MONROE）